# Symfonia
Symfonia est un groupe de metal symphonique finlandais, originaire d'Helsinki. Il comprend initialement Andre Matos, Timo Tolkki, Jari Kainulainen, Mikko Härkin et Uli Kusch. Ils entrent en studio pour enregistrer leur premier et unique album, In Paradisum, en novembre 2010, publié le 18 avril 2011. Le 18 février 2011, le groupe participe pour ses débuts à la Finnish Metal Expo. Le 8 juillet 2011, le groupe joue également pour la première édition du Sonisphere français à Amnéville. À la fin de 2011, Timo Tolkki explique sur le forum officiel du groupe que « Symfonia se sépare à la suite d'une décision commune de sa part et de celle d'Andre Matos. »

## Biographie
Après avoir tourné ensemble comme membres de Stratovarius et Angra, le guitariste Timo Tolkki et le chanteur Andre Matos se lient d'amitié. Matos emménage en Suède, et Tolkki l'appelle pour lui proposer des idées de chansons. À la condition de faire partie de la composition, Matos s'envole pour Helsinki et commence à travailler sur ces chansons, sans espérer qu'un jour elles seront publiées. Tolkki recrutera avec Jari Kainulainen, Mikko Härkin et Uli Kusch pour former le groupe. Quelques mois plus tard, les musiciens se rencontrent à Helsinki et commencent les répétitions. Symfonia est donc formé en 2010 par Andre Matos (chant), Timo Tolkki (guitare), Jari Kainulainen (basse), Mikko Härkin (claviers) et Uli Kusch (batterie).
En octobre 2011, le départ officiel du batteur Uli Kusch est annoncé à cause de dégâts aux tissus nerveux. le groupe effectue une tournée sud-américaine, plus particulièrement au Brésil et commence les enregistrements d'un album,. En décembre 2011, Timo Tolkki annonce sur Facebook qu'il n'y aura plus aucun nouvel enregistrement. À la fin de 2011, Timo Tolkki explique sur le forum officiel du groupe que « Symfonia se sépare à la suite d'une décision commune de sa part et de celle d'Andre Matos. » En 2013, les deux membres ne se recontacteront plus depuis.

## Membres

### Derniers membres
- Andre Matos - chant (2010–2011)
- Timo Tolkki - guitare (2010–2011)
- Jari Kainulainen - basse (2010–2011)
- Mikko Härkin - clavier (2010–2011)

### Anciens membres
- Uli Kusch - batterie (2011)

## Discographie
- 2011 : In Paradisum